# Евтимий Кръстев
Евтимий е български духовник, архимандрит.

## Биография
Роден е през 1848 година със светското име Христо Тодоров Кръстев в Сопот в будно, но бедно, занаятчийско семейство. След като завършва Сопотското мъжко класно училище, по настояване и със средствата на вуйчо си йеромонах Рафаил (другар и приятел на Васил Левски от времето на замонашаването му в сопотския манастир "Свети Спас", по-късно - около 1869 година - игумен на манастира), той заминава на учение в Русия, в Киевската семинария. Поради липса на средства, през 1866 година е принуден да прекъсне следването си и става учител в Болградската българска гимназия, където остава да преподава две години.
В 1869/70 г. е учител в Пловдивското епархийско класно училище. По това време Христо Кръстев се замонашава под името Евтимий и е въведен в чин дякон. На снимката на Учителския събор от 1870 г., проведен в Пловдив, се вижда непосредствено до архимандрит Дамаскин (дякон Евтимий е по-младото духовно лице от двамата на снимката). Подписва протоколите на Учителския събор с духовното си име - дякон Евтимий, от името на Пловдивската община, чийто представител е бил. Към 1876 г., вече обезпечил си достатъчно средства от учителствуване и служба и достигнал чин йеромонах, Евтимий заминава отново в Киев, за да завърши образованието си. Тук го заварва и Освободителната война през 1877 г. - вече с духовен сан архимандрит. В Киев архимандрит Евтимий е този, който посреща с витиевато приветствено слово княз Александър Батенберг през 1879 г. на път за Петербург, който отива на посещение при император Александър II.
Евтимий остава в Киев до 1884 г. до завършване на образованието си, след което се завръща в България и служи на Българската православна църква до 1904 г., когато тежко болен се завръща в родния си Сопот, по-точно в мъжкия манастир "Св. Спас", където умира и е погребан в двора на манастира.